# تاواریش
تاواریش (به روسی: Товарищ) به معنی رفیق فیلمی به کارگردانی و نویسندگی مهدی فخیم‌زاده ساختهٔ سال ۱۳۷۲ ایران است.

## خلاصه داستان
ایرج برای گریز از دستگیر شدن به شوروی می‌گریزد. مأموران، در آن سوی مرز، او را دستگیر می‌کنند. پادرمیانی یکی از دوستان قدیمی ایرج به نام رضا، که در خدمت مأموران شوروی است، موجب آزادی ایرج می‌شود و پس از مدتی ایرج نزد رضا به جاسوسی ضد دولت شوروی اعتراف می‌کند. ایرج هنگام تبعید به سیبری به کمک یک نگهبان ارمنی و دوست او تیگران، که استاد موسیقی است، می‌گریزد. وقتی تیگران در تدارک فراری دادن ایرج و بازگشت او به ایران است رضا و مأموران امنیتی شوروی سرمی رسند و آن دو ناگزیر به خانهٔ یکی از دوستان تیگران پناه می‌برند. یک مرد ارمنی و دو ترک مبارز نیز به آن‌ها ملحق می‌شوند. ایرج و یارانش پس از جنگ و گریز با مأموران شوروی، رضا را وادار می‌کنند که تعدادی از مبارزان را به ایران بازگرداند. رضا در درگیری با ایرج و تیگران کشته می‌شود و آن دو که زخمی شده‌اند خود را به خط مرزی می‌رسانند.

## بازیگران
- احمد نجفی در نقش ایرج
- مهدی فخیم‌زاده در نقش رضا
- تیگران گریگوریان در نقش تیگران
- سعید عالم‌زاده در نقش آلبرت
- ایرا گریگوریان در نقش هاشم
- گورکی آرزومانیان
- آناهید مانوکیان
- آناهید مرادخانیان
- ژرژ گارگنویچ آساطوریان
- سوسن پتروسیان
- آرسن مانوکیان
- آرتور نعلبندیان
- آرمن خاچاطوریان
- آشوت رانلیان
- فرد گریگوریان
- سرکیس مارتیروسیان
- لئون ملودیان